# Enrico De Maria
Enrico De Maria (* 20. Dezember 1976) ist ein Schweizer Segler. Zusammen mit Flavio Marazzi segelt er als Vorschoter in der Starboot-Klasse.
Seinen ersten internationalen Erfolg feierte De Maria 2001, als er Weltmeister der Bootsklasse Farr 40 wurde. 2003 gehörte er dem Team Alinghi von Ernesto Bertarelli an, das den Louis Vuitton Cup und im selben Jahr den prestigeträchtigen America’s Cup gewann. Danach übernahm er die Aufgabe des Vorschoters in Flavio Marazzis Starboot. Als Zweite der Weltmeisterschaft 2004 qualifizierten sie sich für die Olympischen Sommerspiele 2004. In Athen verpassten sie als Viertplatzierte knapp eine olympische Medaille. 2006 wurden sie Siebte der Weltmeisterschaft, 2007 gewannen sie die Europameisterschafts-Goldmedaille. Bei den olympischen Segelwettbewerben 2008 in Qingdao erreichten sie den fünften Platz.
2007 gehörte De Maria wiederum dem Team Alinghi an und trug dazu bei, den America’s Cup gegen das Team New Zealand zu verteidigen. Darüber hinaus wurde er im Jahr 2004 Weltmeister in der nichtolympischen 5.5-m-Klasse.